# Aleurolobus marlatti
Bọ phấn khế đen (Aleurolobus marlatti) là một loài côn trùng cánh nửa trong họ Aleyrodidae, phân họ Aleyrodinae.
Aleurolobus marlatti được Quaintance miêu tả khoa học đầu tiên năm 1903.